# Jachi nuur
Jachi nuur (mong. Яхь нуур), także Jachijn nuur (Яхийн нуур) – słone jezioro bezodpływowe w północno-wschodniej Mongolii, w ajmaku wschodnim.
Jezioro o powierzchni 97 km², głębokości do 4 m, długości do 20,4 km i szerokości do 11,9 km. Leży na wysokości 670 m n.p.m lub 657 lub 660,0. Zasilane wodami rzeki Gal gol. Na brzegach występują sołonczaki.
Poziom lustra wody i powierzchnia jeziora zależą od ilości wody w rzece Gal gol, która w zimie zamarza do dna i tylko w czasie monsunu letniego doprowadza wodę do misy jeziornej. Zwykle w okresie jesieni rzeka wysycha. W okresie bezwodnym dno jeziora pokryte jest warstwą wilgotnej, szarej gliny, która w miarę wysychania staje się źródłem słonego pyłu przenoszonego przez wiatry (przeważnie północno-zachodnie) poza obręb misy jeziornej.
Misę jeziorną od zachodu i północy kształtują niskie góry wznoszące się na wysokość ponad 800 m n.p.m.; na południu i wschodzie występują równiny nachylone ku jezioru. Dawniej poziom wód jeziora sięgał wysokości ok. 700 m n.p.m., obecnie południowa, płytsza część dawnej kotliny jest pozbawiona wody i pokryta roślinnością charakterystyczną dla pustyni, od której teren ten nosi nazwę Jachijn gowi (mong. Яхийн говь), co znaczy "pustynia jachijska".
Od nazwy jeziora pochodzi nazwa rezerwatu przyrody Jachi nuur, który obejmuje akwen i strefę przybrzeżną jeziora oraz obszerne tereny stepowe na północ od niego.